# Кавітація

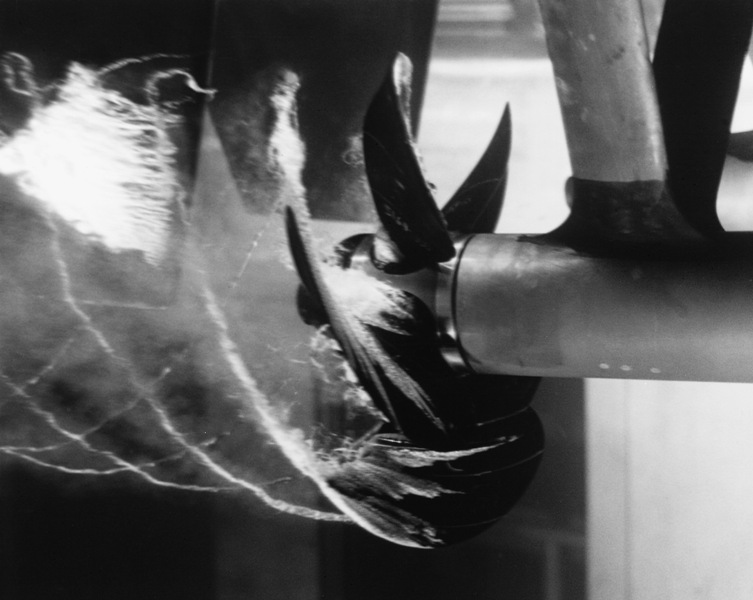
Кавітаційні явища, отримані на моделі гребного гвинта в експериментальному водному тунелі

Кавіта́ція (від лат. Cavitas — пустота, порожнина) (англ. cavitation, нім. Blasenbildung f, Hohlsog m, Hohlraumbildung f) — утворення всередині рідини порожнин, заповнених газом, парою або їх сумішшю (кавітаційних бульбашок), тобто порушення суцільності рідини.

## Умови виникнення кавітації
Виникає внаслідок місцевого зниження тиску в рідині до певного критичного значення ркр (в реальній рідині значення ркр близьке до тиску насиченої пари цієї рідини при даній температурі), що може відбуватися або при збільшенні швидкості рідини (гідродинамічна кавітація), або при проходженні акустичної хвилі великої інтенсивності під час півперіоду розрідження (акустична кавітація).

### Гідродинамічна кавітація
Оскільки в реальній рідині завжди присутні дрібні бульбашки пари або газу, то, при русі їх з потоком при потраплянні в зону тиску р < ркр, вони втрачають стійкість й починають збільшуватись у розмірах. Після переходу у зону підвищеного тиску й вичерпання кінетичної енергії рідини в умовах розширення ріст бульбашки припиняється і вона починає зменшуватись. Якщо бульбашка містить достатньо багато газу, то після досягнення нею мінімального радіуса вона відновлюється у розмірах й здійснює декілька циклів загасаючих коливань, а якщо газу мало, то бульбашка захлопується повністю у першому періоді. Отже, поблизу обтічного тіла (наприклад, в трубі з місцевим звуженням) створюється досить чітко обмежена «кавітаційна зона», заповнена рухомими бульбашками.
Скорочення кавітаційної бульбашки відбувається з великою швидкістю й супроводжується звуковим імпульсом (свого роду гідравлічним ударом) тим сильнішим, чим менше газу містить бульбашка. Якщо ступінь розвитку кавітації є такою, що у випадкові проміжки часу виникає та захлопується безліч бульбашок, то явище супроводжується сильним шумом із суцільним спектром від декількох сотень Гц до сотень і тисяч кГц.

### Акустична кавітація
При випромінюванні у рідину звуку з амплітудою звукового тиску, що перевищує деяку порогову величину, під час півперіодів розрідження виникають кавітаційні бульбашки на так званих кавітаційних зародках, якими найчастіше є газові включення, що присутні у рідині й на коливній частині акустичного випромінювача. Тому кавітаційний поріг підвищується по мірі зниження вмісту газу в рідині, при збільшення гідростатичного тиску, після обтискання рідини високим (порядку 10² МН/м²) гідростатичним тиском та при охолодженні рідини, а крім цього, при збільшення частоти звуку й при скорочення тривалості подавання звуку. Поріг є вищим для біжучої, ніж для стоячої хвилі. Бульбашки захлопуються під час півперіодів стискання, створюючи короткочасні (порядку 10-6 с) імпульси тиску (до 10³ МН/м² і вище), що здатні спричинити руйнування навіть міцних матеріалів. Тиск при захлопуванні кавітаційних бульбашок підвищується зі зниженням частоти звуку та при підвищені гідростатичного тиску; він є вищим в рідинах з малим тиском насиченої пари. Захлопування бульбашок супроводжується адіабатичним нагріванням газу в бульбашках до температури порядку 104 °С, його іонізацією, чим, напевно, і викликається світіння бульбашок при кавітації (звуколюмінесценсія). Кавітаційні бульбашки групуються, утворюючи кавітаційну зону складної і мінливої форми. Інтенсивність кавітації зручно оцінювати за руйнуванням тонкої алюмінієвої фольги, в якій кавітаційні бульбашки пробивають отвори. За кількістю й розташуванням цих отворів, що виникають протягом певного періоду часу, можна оцінювати інтенсивність та конфігурацію зони кавітації.

## Негативний вплив кавітації

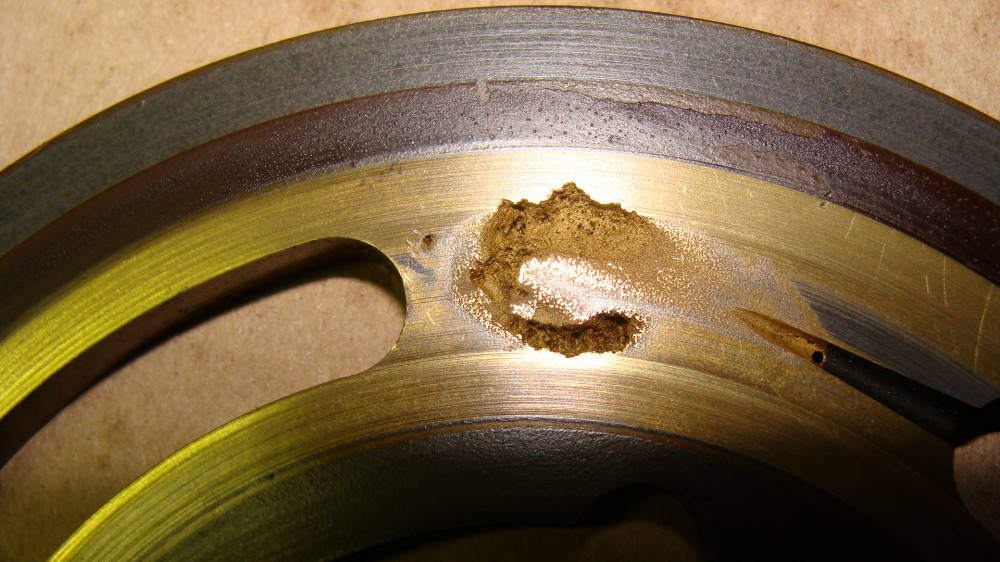
Кавітаційне пошкодження пластини клапана аксіально-поршневого гідронасоса

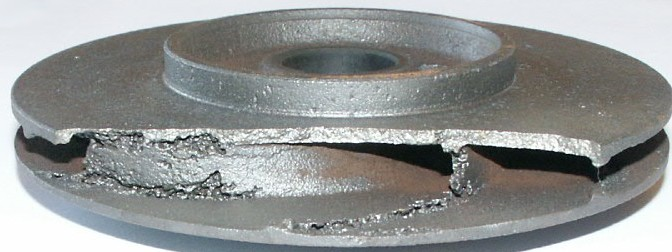
Робоче колесо насоса, пошкоджене кавітаційною корозією

Кавітаційна бульбашка, рухаючись з потоком рідини в область з вищим тиском, дезінтегрує, створюючи ударну хвилю (імпульс адекватний гідравлічному удару). Це призводить до кавітаційної корозії — руйнування поверхні металу, спричинене одночасною дією ударних тисків у рідині (тріскання бульбашок, каверн) і корозії або кавітаційного зношування як різновиду механічного зношування.
Кавітація викликає також вібрацію, зменшення к.к.д. і, таким чином, зменшення ефективності роботи насосів, турбін тощо. Кавітація в насосах відбувається при падінні тиску на вході в насос. В лопатевих насосах кавітація супроводжується зменшенням подачі, напору, потужності і к.к.д. внаслідок того, що частина порожнини робочого колеса заповнюється парою.

## Використання кавітації
Хоча кавітація небажана у багатьох випадках, проте є винятки. Наприклад, надкавітаційні торпеди обволікаються у великі кавітаційні бульбашки, суттєво зменшуючи контакт з водою. Ці торпеди можуть пересуватися значно швидше, ніж звичайні. Такі дослідження проводилися, наприклад, в Інституті гідромеханіки НАН України.
Кавітація може бути використана при очищенні технологічного устаткування. Для створення кавітації, генерують ультразвукові хвилі, а руйнування кавітаційних бульбашок використовується для очищення поверхонь. При такому застосуванні кавітації суттєво зменшується, використання агресивних і отруйних речовин у технологічних процесах (див. ультразвукове паяння). Досі подробиці того, як бульбашки проводять очищення, до кінця не зрозумілі.
Високу руйнівну силу кавітаційних процесів використовують для дроблення твердих речовин, що знаходяться в рідині. У промисловості, кавітація часто використовується для гомогенізації котельного палива з метою збільшення калорійності його горіння, або змішування часток в колоїдних розчинах, наприклад, сумішах фарб чи молоці. Кавітаційні пристрої знижують в'язкість вуглеводневого палива, що дозволяє знизити вимоги до його підігріву і збільшити дисперсність розпилення.
Особливу роль кавітація відіграє в біомедицині, зокрема для дроблення каменів у нирках за допомогою ударної хвилі без хірургічного втручання. Кавітація використовується при ліпосакції (виведення жирових клітин) за допомогою ультразвуку для боротьби з жировими відкладеннями і целюлітом.

## Кавітація в насосах
Кавітаційна характеристика насоса — залежність напору H і потужності N при сталій подачі та числі обертів від вакуумметричної висоти всмоктування Нвак вакууму у всмоктувальному патрубку насоса, виражена у метрах стовпа рідини, яку перекачують (напр. м.вод.ст.). Початок падіння кривих напору та потужності визначає критичне значення вакуумметричної висоти всмоктування.
Виникнення кавітації пов’язане з утворенням розривів суцільності в потоці рідини, коли тиск знижується до значення тиску насиченої пари за даною температурою. З рідини виділяються частково розчинені в ній гази й повітря у вигляді бульбашок, які при зіткненні з поверхнею лопатей робочого колеса насоса стискуються до високого тиску та швидко розпадаються. В результаті виникають гідравлічні удари, що призводить до пошкодження металу. Кавітаційного руйнування в різній мірі зазнають всі метали, але найбільш стійкими є нержавіюча сталь та алюмінієва бронза. 
В шахтних відцентрових насосах та вуглесосах кавітація призводить до руйнування робочих коліс та спрямовуючих апаратів, зниження робочих характеристик. Місцеве зниження тиску виникає із збільшенням швидкості обтікання профілю лопатей, особливо при різких поворотах струменя. У всмоктувальній системі до кавітації призводить збільшення висоти всмоктування понад допустиму.  
В шахтних насосах явище кавітації можна усунути шляхом правильного вибору геометричної висоти всмоктування, максимального зниження гідравлічного опору у всмоктувальному трубопроводі та підтримання в ньому тиску, при якому це явище не з’являється.